# Romel Quiñoñez
Pour les articles homonymes, voir Quiñónez et Suarez.
Romel Javier Quiñoñez Suárez, né le 25 juin 1992 à Santa Cruz de la Sierra, est un footballeur international bolivien qui évolue au poste de gardien de but.

## Carrière
Quiñoñez arrive en 2010 dans l'équipe première du Club Bolívar. D'abord remplaçant de Carlos Erwin Arias, il devient gardien titulaire. Le gardien remporte son premier titre en 2013, glanant le tournoi de clôture de la saison 2013.
La même année, il joue ses deux premiers matchs en sélection nationale dans le cadre des éliminatoires de la Coupe du monde 2014 face à l'Équateur et contre le Pérou.

## Palmarès
- Vainqueur du tournoi de clôture du championnat de Bolivie 2013